# Gare de Thann-Centre
Gare de Thann-Centre – przystanek osobowy w miejscowości Thann, w departamencie Górny Ren, w regionie Grand Est, we Francji. Jest zarządzany przez SNCF i obsługiwany przez pociągi TER Grand Est.
Od 12 grudnia 2010 jest obsługiwana również przez tramwaj dwusystemowy linii 3.

## Położenie
Znajduje się na linii Lutterbach – Kruth, na km 14,384 między stacjami Thann i Thann-Saint-Jacques, na wysokości 340 m n.p.m.

## Linie kolejowe
- Linia Lutterbach – Kruth